# 6818 Сессю
6818 Сессю (6818 Sessyu) — астероїд головного поясу, відкритий 11 березня 1983 року.
Тіссеранів параметр щодо Юпітера — 3,645.
Названо на честь Сессю (яп. せっしゅう(雪舟) сессю:).